# Northeast Ithaca
Northeast Ithaca és una concentració de població designada pel cens dels Estats Units a l'estat de Nova York. Segons el cens del 2000 tenia 2.655 habitants.

## Demografia
Segons el cens del 2000, Northeast Ithaca tenia 2.655 habitants, 1.058 habitatges, i 692 famílies. La densitat de població era de 707 habitants per km².
Dels 1.058 habitatges en un 36,2% hi vivien nens de menys de 18 anys, en un 56% hi vivien parelles casades, en un 7,6% dones solteres, i en un 34,5% no eren unitats familiars. En el 24,7% dels habitatges hi vivien persones soles el 6,3% de les quals corresponia a persones de 65 anys o més que vivien soles. El nombre mitjà de persones vivint en cada habitatge era de 2,5 i el nombre mitjà de persones que vivien en cada família era de 3,02.
Per edats la població es repartia de la següent manera: un 26,7% tenia menys de 18 anys, un 7,9% entre 18 i 24, un 35,1% entre 25 i 44, un 21,2% de 45 a 60 i un 9% 65 anys o més.
L'edat mediana era de 33 anys. Per cada 100 dones de 18 o més anys hi havia 89,4 homes.
La renda mediana per habitatge era de 50.855 $ i la renda mediana per família de 65.833 $. Els homes tenien una renda mediana de 51.250 $ mentre que les dones 30.474 $. La renda per capita de la població era de 24.239 $. Entorn del 7,3% de les famílies i el 12,1% de la població estaven per davall del llindar de pobresa.